# Tunaskolan, Lund

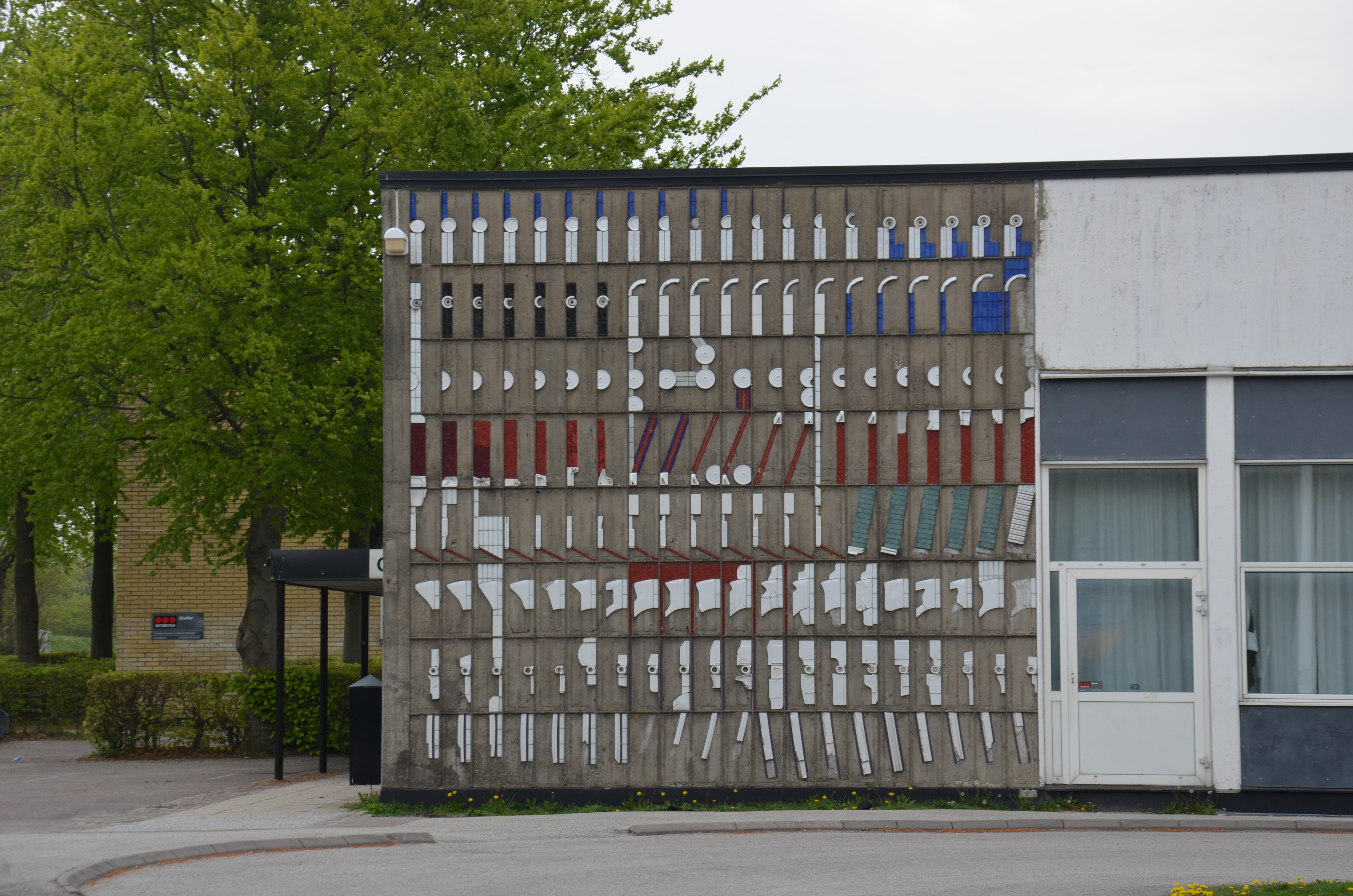
Väggrelief av Anders Österlin

Tunaskolan är en svensk grundskola  i stadsdelen Tuna i Lunds kommun. Den uppfördes 1961-67. På Tunaskolan har ett flertal kända personer studerat, som Måns Zelmerlöw, Jason Diakité, Kattis Ahlström, Olof Lundh, Henrik Johnsson  samt Adde Malmberg. Det var även skolan där läraren Folke Silvén i filmen Vikarien arbetade.
Från 2016 är Tunaskolan samlokaliserad med Östervångsskolan, en regional statlig specialskola för elever som är döva eller har en hörselnedsättning.

## Skolområde
Tunaskolan och Mårtenskolan tillhör skolområde Tuna. Elever i Tunaskolans årskurs 7-9 utgörs till cirka en tredjedel av elever från Mårtenskolan. Från årskurs tre har Mårtenskolans elever slöjd, musik och andra specialämnen på Tunaskolan. Från och med årskurs 7  övergår Mårtenskolans elever till Tunaskolan.